# Ортлес (връх)
Отлес (на италиански Ortles, на немски Ortler) е най-високият връх в масива със същото име в Ретийските Алпи. Със своите 3905 м надморска височина той е втори по височина в целите Източни Алпи след близкия Пиц Бернина, който отстои на 49 км в западна посока. Освен това е най-висок в историческата област Тирол, в южните варовикови Алпи и до 1919 г. – в Австро-Унгария. Днес се намира в Италия, но е по-познат с немското си име Ортлер. Наричан е също Крал Ортлер (König Ortler).

## Описание
Върхът се издига в северните части на масива близо до главното му било. Представлява гигантски купол, покрит с лед, със стръмни склонове и отвесни стени. Собствената му височина спрямо околните долини е впечатляваща и наближава 2000 м. Заедно с близките върхове Монте Зебру и Кьонигшпице образува мощна стена, известна като „тройката на Зулден“ (Sulden Dreigestirn) – по името на долината, която заобикалят.

## История на изкачванията
В началото на ХІХ в. за австрийците става въпрос на чест Ортлер да бъде покорен първо от тях. Ерцхерцог Йохан, брат на император Франц ІІ, поема организирането на първите експедиции. В началото те търпят неуспех, но на 27 септември 1804 г. трима местни ловци (или пастири) стъпват на върха. Това са Йозеф Пихлер, Йохан Лайтнер и Йохан Клаузнер. Въпреки че днес тяхното постижение не се оспорва, за времето си са възникнали съмнения, поради което през 1805 г. то е повторено два пъти. Първият път е побит огромен флаг, който се забелязва от подножието, а вторият път е запален огън. Маршрутът на тези изкачвания – от северозапад – вече не се използва, тъй като има опасност от лавини. През 2004 г. известният катерач Райнхолд Меснер, заедно с двама спътници, го преминава отново по повод 200-годишнината от първия успех.

## Изкачванията днес
Ортлес е един от най-често изкачваните върхове в Алпите. Всяка година хиляди любители на силните усещания опитват да сторят това по най-различни маршрути. Най-често използваният път (наричан „нормалният“) е по северния ръб. Започва от Зулден и минава край хижите Табарета и Пайер, отнемайки два дни. Отдръпването на ледниците поради глобалното затопляне променя характера му и му придава голяма техническа трудност. Ето защо е нужна висока подготовка и се препоръчва наемането на планински водач. Северната стена е много висока и макар да не е част от Големите северни стени на Алпите, е любимо място за алпинистите. В Зулден (малък курорт на север от върха) е организирана школа по алпинизъм.